# Alliance for Middle East Peace
Alliance for Middle East Peace (ALLMEP), in italiano Alleanza per la Pace in Medio Oriente, è una coalizione di organizzazioni, che raggruppa varie decine di importanti organizzazioni non governative (ONG) che lavorano per promuovere la riconciliazione tra israeliani e palestinesi, ovvero tra arabi ed ebrei, sia in Israele che nella regione circostante.
Una delle creazioni di ALLMEP è il Fondo internazionale indipendente per la pace israelo-palestinese il cui scopo è quello di sostenere e incoraggiare gli sforzi per costruire la pace nella regione. Il patrocinio iniziale ottenuto dalla agenzia statunitense USAID, ha assicurato la nascita del fondo. Tuttavia ALLMEP ha poi successivamente ampliato il suo piano di raccolta fondi, con lo scopo di creare un fondo simile al Fondo internazionale per l’Irlanda, che ha svolto un ruolo notevole nella creazione di una soluzione sostenibile nell’Irlanda del Nord.
Attualmente ALLMEP fa affidamento su finanziamenti diversificati provenienti da una varietà di parti coinvolte, comprese le organizzazioni che sono membri di ALLMEP, donatori individuali, finanziatori regionali e fondazioni pubbliche e private.
Va anche ricordato che ALLMEP non è un'organizzazione che concede sovvenzioni.

## Storia
ALLMEP è nata come coalizione informale alla fine del 2003. Il gruppo si è riunito per la prima volta nel febbraio 2004, in occasione della prima conferenza annuale sulla coesistenza in Medio Oriente a Washington. ALLMEP è stata formalmente costituita nel 2006. Inizialmente era composta da 14 organizzazioni, è poi cresciuta a 44 nel 2007, fino a 150 nel 2023 
ALLMEP organizza una conferenza annuale, a cui sono invitati ambasciatori del Medio Oriente, leader religiosi ebrei e musulmani, membri del Congresso e funzionari del Dipartimento di Stato degli USA, importanti attivisti filo-israeliani e filo-arabi, attivisti delle ONG del Medio Oriente, tutti assieme per discutere sia sull'agenda della coesistenza, che sul lavoro delle ONG sulla riconciliazione.
In occasione delle conferenze annuali, avvengono incontri tra i suoi membri e le ONG invitate, coinvolgendo anche diplomatici dei paesi arabi medio-orientali, statunitensi e funzionari dell'USAID e del Dipartimento di Stato degli USA.
Nel marzo 2006, ALLMEP ha sponsorizzato un film documentario che descrive gli sforzi di coesistenza messi in campo, dal titolo "Encounter Point" . In concomitanza con la presentazione del film documentario, i rappresentanti di ALLMEP e JustVision si sono incontrati con più di 37 uffici congressuali.
Nel marzo 2009, i membri del vertice dell'ALLMEP si sono incontrati con i membri del Congresso e del Dipartimento di Stato degli USA, dell'USAID e della Casa Bianca.
Nel giugno del 2023, ha organizzato la più grande conferenza regionale della sua storia. Centinaia di costruttori di pace, politici, diplomatici e filantropi si sono riuniti per un'intera giornata di workshop e opportunità di condivisione.